# National Association of Intercollegiate Athletics

Logo

La National Association of Intercollegiate Athletics (NAIA) è un'associazione sportiva che organizza campionati nazionali e programmi atletici a livello di college negli Stati Uniti d'America.
I membri della NAIA sono piccoli college e università. L'associazione accetta come membri anche college e università al di fuori degli Stati Uniti: cinque membri sono canadesi, e in passato uno dei membri era alle Bahamas.
La sede si trova a Kansas City, in Missouri.